# Ricco (Maler)
Ricco Wassmer (* 13. Oktober 1915 in Allschwil bei Basel; † 27. März 1972 in Ropraz; eigentlich Erich Hans Wassmer) war ein Schweizer Maler. Charakteristisch für sein vielschichtiges Werk sind Traumwelten in der Art des magischen Realismus mit schlanken Jünglingen, umgeben von surrealen Arrangements.

## Leben
Erich «Ricco» Wassmer wurde als Sohn des Zement-Fabrikanten und Kunstmäzens Max Wassmer (1887–1970) und seiner ersten Ehefrau Tilli Wassmer-Zurlinden (1887–1972) in ein grossbürgerliches Milieu geboren. Seit seinem dritten Lebensjahr wuchs er auf Schloss Bremgarten bei Bern auf, das mit Kunst und Kultur erfüllt war. Max und Tilli Wassmer-Zurlinden verkehrten mit Dichtern, Malern und Komponisten wie Hermann Hesse, Louis Moilliet, Cuno Amiet, Paul Basilius Barth und Othmar Schoeck. Hermann Hesse beschrieb die poetische Atmosphäre im Roman Die Morgenlandfahrt. Die legendären Feste waren prägende Ereignisse. Schon früh zog es Erich Wassmer zur Malerei. Die Familie förderte sein künstlerisches Talent und sein Interesse für Kunst, Literatur und Musik, nachdem die Weiterführung der elterlichen Zementfabrik durch seinen älteren Bruder Hans gesichert war. Den Beginn seiner künstlerischen Laufbahn markierte er mit einem Pseudonym. Ab 1937 signierte er seine Bilder mit «Ricco» – italienisch: der Reiche – und legte damit den Namen des als erfolgreicher Industrieller und Mäzen bekannten Vaters ab. Nach der Matura am Privatgymnasium Humboldtianum in Bern studierte Ricco Wassmer 1935 ein einziges Semester Kunstgeschichte an der Universität München und Zeichnen bei Julius Hüther. Von 1936 bis 1939 studierte er an der freien Akademie «Ranson» in Paris bei Roger Bissière. Zu Beginn des Zweiten Weltkriegs kehrte er in die Schweiz zurück. Er besuchte die Malschule von Max Rudolf von Mühlenen und machte im Mai 1942 einen kurzen Studienaufenthalt bei Cuno Amiet auf der Oschwand. Die Wirkung der Lehrer blieb aber gering. 
1942–1945 bewohnte er im Sommer die Einsiedelei Oberramsern, eine alte Mühle, die sein Jugendfreund Viktor Kleinert erworben hatte. 1945 begann die Freundschaft mit dem Berner Kunsthalledirektor Arnold Rüdlinger, der ihn zu einer ersten Gruppenausstellung eingeladen hatte. 1946/1947 lebte er während des Sommers in Morges am Genfersee. Es folgten kurze Aufenthalte in Südfrankreich und eine Segelreise nach Tanger. 1948/1949 verbrachte Ricco fünf Monate auf Tahiti und überquerte als Küchengehilfe auf einem Frachter die Weltmeere. Die See übte eine grosse Faszination auf ihn aus, wie auch die Sehnsucht nach dem verlorenen Paradies. Er liess sich daher am Oberarm das Symbol eines Ankers eintätowieren. Bereits ab 1946 hatte er einen solchen seiner Signatur beigefügt. Nach einem Aufenthalt in Cannes wurde er im Herbst 1950 sesshaft und mietete das Schloss Bompré nahe Vichy. Er befreundete sich mit Meret Oppenheim, die ihn mit dem Surrealismus vertraut machte. 1955 erhielt er den Kunstpreis der Stadt Bern für das Bild Jean du carrousel. Als einzigen grösseren öffentlichen Auftrag schuf er 1958 das Wandbild Lac de Tanganica für den Pavillon de la mission protestante du Congo belge an der Expo 58 in Brüssel. 
1962 unternahm er eine Reise nach Tunesien. 1963 stiess die französische Polizei in seinem Atelier auf Aktfotos von Knaben, die ihm als Arbeitsgrundlage für seine Gemälde dienten. Ein französisches Gericht verurteilte ihn ohne formelle Anklage wegen sexueller «Ausnutzung» von Knaben und Verstosses gegen die Moral zu einer achtmonatigen Gefängnisstrafe. Von diesem Gefängnisaufenthalt erholte sich Ricco nie mehr ganz. Nach seiner Entlassung kehrte Ricco in die Schweiz zurück und liess sich in einem Herrenhaus in Ropraz nieder. 1966 reiste er mit dem befreundeten Maler Rolf Dürig, der in seinen Werken dem Motiv des Jünglings ebenfalls grossen Stellenwert beimass, nach Ceylon und Thailand.
Ricco starb 1972 im Alter von 56 Jahren nach langer Krankheit an einem Lungenleiden.

## Werk
In den dreissiger Jahren malte Wassmer als Autodidakt Genrebilder, Landschaften und Interieurs, zunächst in der Art der Naiven Kunst, später im Stil der Neuen Sachlichkeit. Seine Bildwelt zeigt noch vorwiegend märchenhaft-romantische und religiöse Themen wie auch das Schlossleben. In den frühen vierziger Jahren erweiterte er sein Schaffen um das Stillleben und nach Kriegsende um Matrosenbilder und Schiffsmotive sowie nach seinen Reisen in ferne Länder um exotische Sujets. Insbesondere ab den fünfziger Jahren beleben in seinen allegorischen Figurenbildern schlanke Jünglinge surreal anmutende Schauplätze. Bezüge zu Kindheits- und Jugendthemen bleiben bis ins reife Werk stets präsent. Ab den vierziger Jahren schuf er auch ein umfangreiches fotografisches Werk.
Wassmers reife Werke sind inhaltlich vielschichtig und verdichten sich zu symbolgeladenen Bildgefügen. Charakteristisch ist insbesondere die Verbindung verschiedener Realitätsebenen mit dem Kompositionselement des Bildes im Bild. Auf ungewohnte Weise verbindet er die Bildgegenstände miteinander und schafft in seinen Werken eine spannungsreiche Traum- und Phantasiewelt. Seine Malerei alterniert zwischen Magischem Realismus, Surrealismus und naiver Malerei und erfordert einiges an kunsthistorischem Wissen, um die Gestalten und Symbole, die er aus mehr oder weniger bekannten Positionen der Geschichte entlehnt, zu verstehen.

## Ausstellungen
- 1942/1943: Junge Schweiz, Kunsthaus Zürich
- 1945: Junge Berner Künstler, Kunsthalle Bern
- 1953: Hurni, Schwarzenbach, Ricco, Kunsthalle Bern
- 1955: 9 Berner Maler, Kunsthalle Basel
- 1969: Ricco, M. C. Escher, Kunsthalle Bern
- 1984: Das Prinzip Hoffnung. Aspekte der Utopie in der Kunst und Kultur des 20. Jahrhunderts, Museum Bochum
- 1988: Ricco 1915–1972, Aargauer Kunsthaus[7]
- 2002/2003: Ricco. Inszenierte Wirklichkeiten, Kunstmuseum Bern[8]
- 2008: Ricco Wassmer 1915–1972, Fondation l’Estrée[9]
- 2009 Ricco Wassmer (1915–1972). Neue Werke in der Sammlung des Kunstmuseums Bern, Kunstmuseum Bern[10][11]
- 2015/2016: Ricco Wassmer (1915–1972). Zum 100. Geburtstag, Kunstmuseum Bern[12][13][14]

## Auszeichnungen
- 1955: Berner Kunstpreis

## Liste von Werken (Auswahl)
- Selbstbildnis, 1929, Privatbesitz Schweiz
- Dîner au château, 1934, Privatbesitz Schweiz
- Abend, 1935, Privatbesitz Schweiz
- Tessiner Grotto, 1936, Privatbesitz Schweiz
- Die Strasse, 1937, Privatbesitz Schweiz
- Composition macabre, 1937, Privatbesitz Schweiz
- Alle Lust will Ewigkeit, 1937, Privatbesitz Schweiz
- Der Totengräber, 1940, Privatbesitz Schweiz
- Stillleben mit Gliederpuppe, Weinflasche, Glas und Pfeife, 1940, Kunstmuseum Bern
- Figurines, 1943, Privatbesitz Frankreich
- Kolibri mit Bildnis Rimbaud, 1944, Privatbesitz Schweiz
- Die Jacht, 1947, Privatbesitz Schweiz
- Café du port, 1947, Privatbesitz Schweiz
- Pereoo Faraoa, 1948, Privatbesitz Schweiz
- Marchand de cigarettes, 1950, Kunstmuseum Bern
- AITO (Papeete), 1950, Privatbesitz Schweiz
- La place de Saint-Pourçain, 1951, Privatbesitz Schweiz
- La fin de l’escale, 1951, Schweizerische Eidgenossenschaft
- Hommage à H.R., 1952, Privatbesitz Schweiz
- Vive la marine, 1952, Privatbesitz Frankreich
- Der Erzähler, 1952, Privatbesitz Schweiz
- Le verre de vin rouge, 1952, Standort unbekannt, USA
- Nature morte au crayon, 1953, Privatbesitz Schweiz
- La permission, 1954, Privatbesitz Schweiz
- Bateau à vendre, 1954, The George Economou Collection, Amaroussion/Athen[15]
- Le cadre, 1954, Privatbesitz Schweiz
- Le bar, 1954, Privatbesitz Schweiz[16]
- Jean du carrousel, 1955, Privatbesitz Schweiz
- Menschen der Strasse, 1956, Privatbesitz Schweiz
- Jean du phare, 1956, Privatbesitz Schweiz
- Maler und Modell, 1957, Privatbesitz Schweiz
- Tureby, 1957, Privatbesitz Schweiz
- Gérard et les choses, 1958, Privatbesitz Schweiz
- On ne saura jamais, 1960, Kunstmuseum Bern
- Anthropotomie, 1961, Privatbesitz Schweiz
- Le cheval de bois, 1962, Privatbesitz Schweiz[17]
- Grapeshot, 1964, Privatbesitz Schweiz
- Forio, 1965, Privatbesitz Schweiz
- Les Chevaliers, 1965, Privatbesitz Schweiz
- Sir David Scott, 1966, Aargauer Kunsthaus
- Der Gieu u d’Iffle, 1966, Kunstmuseum Bern
- Le beau cheval, 1966, Kunstmuseum Bern
- Zizi, 1967, Privatbesitz Schweiz
- Widu Gallery, 1967, Privatbesitz Schweiz